# Tremembé (comune)
Tremembé è un comune del Brasile nello Stato di San Paolo, parte della mesoregione della Vale do Paraíba Paulista e della microregione di São José dos Campos.